# 由亚
| i | i | w | i | A | A1 |

| i | i | w | i | A | A1 |

尤亚亦稱由亚（yuya，約公元前1424年-約公元前1374年）是古埃及第十八王朝势力强大的大臣。
他与当哈托尔的歌星的贵妇图玉结婚，他们的女儿泰伊成为了大王后，他们还有一个当大臣的儿子安恩，他们也可能是阿伊的父母，虽然无法确认，但能肯定的是，他们都来自艾赫米姆，尤亚可能是图特摩斯四世的妻子穆特姆维娅的兄弟。他于公元前1374年去世，享年50岁。
以其名听来，尤亚可能不是正统的埃及人，考古学家，尤其是學者艾哈邁德·奧斯曼，认为他可能是外地来的、旧约圣经中所记载的約瑟。

## 家庭
尤雅的故乡是埃及的艾赫米姆，其父母与家庭背景不详，他或许出生于富裕家庭。他可能还有一个姐妹——穆特姆维娅，她是法老图特摩斯四世的妻子，尤雅可能是图特摩斯四世的大舅子，其妻子是敏神与阿蒙神的表演者，哈托尔女神的歌手图玉。他与图玉生了三个孩子，分别是:
- 泰伊王后，著名的“平民王后”，法老阿蒙霍特普三世的王后，其木乃伊2010年证实，现藏开罗博物馆。
- 法老阿伊，古埃及的大臣,后为法老，但是，是不是尤雅的儿子至今仍有争议，但可以肯定的是，他们都来自艾赫米姆。
- 安恩，古埃及的祭司，他有一尊雕像现在在都灵埃及博物馆。

## 陵墓

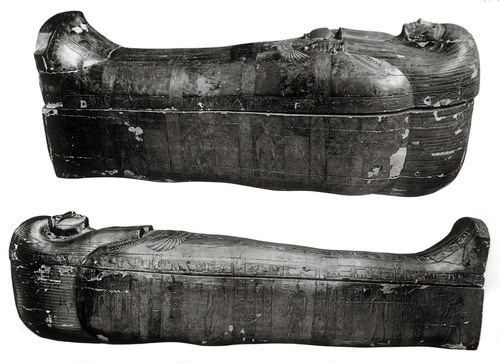
尤亚第二与第三层棺,现藏开罗博物馆,图片摄于1905年。

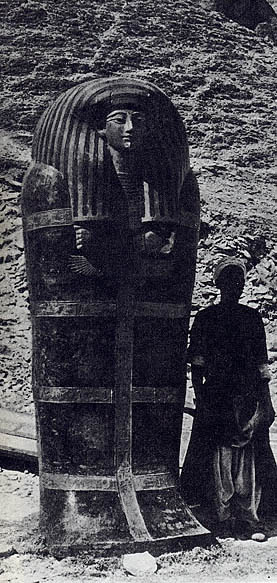
尤亚的一层棺,现藏开罗博物馆,图片摄于1905年。

尤亚与妻子图玉因在帝王谷的陵墓在图坦卡蒙(其曾孙)的陵墓(KV62)发现前被认为是最完整的陵墓而闻名，他们埋葬于他们私人的陵墓KV46，其墓与木乃伊在1905年被詹姆斯·奎贝尔发现，其木乃伊与陪葬品现藏开罗博物馆。